# Сходненский деривационный канал
Сходненский деривационный канал (лат. derivatio — отведение) — канал в Москве, на границе районов Южное Тушино и Покровское-Стрешнево. Входит в состав сооружений Сходненской ГЭС канала имени Москвы.

## География и гидрология
Сходненский деривационный канал находится на северо-западе Москвы, начинаясь в южной части Химкинского водохранилища, следует в западном направлении вдоль Лодочной улицы по северному берегу и улицы Малая Набережная по южному, до пересечения со Сходненской улицей, после которого завершается водоприёмником Сходненской ГЭС.
Длина канала составляет 2250 м. Равнинного типа, но имеет заметный перепад высот. Замерзает в ноябре-декабре, вскрывается в марте-апреле. Однако при умеренно холодных температурах в отдельных местах не покрывается льдом, оставаясь естественным местом зимовки крякв и некоторых других водоплавающих птиц.

## Назначение
Основным назначением Сходненского деривационного канала является подвод воды к водоприёмнику Сходненской ГЭС для обеспечения работы гидроэлектростанции. Через деривационный канал отводится до 80 % обводнительного стока, перебрасываемого в реку Москву из Волги через канал имени Москвы, остальные же 20 % проходят через судоходные шлюзы.

## Предприятия и сооружения
Через канал перекинуты два моста:
- Восточный мост — связывает южную и северную части улицы Свободы;
- Западный мост — связывает южную и северную части Сходненской улицы; с 1970-х годов не используется, так как южная часть Сходненской улицы поглощена промышленными предприятиями.